# Okerbuiktroepiaal
De okerbuiktroepiaal (Icterus spurius fuertesi) is een ondersoort van de tuintroepiaal (Icterus spurius), een zangvogel uit de familie van de troepialen (Icteridae). De ondersoort wordt soms opgevat als een soort (Icterus fuertesi).

## Taxonomie
De vogel werd in 1911 door de Amerikaanse vogelkundige Frank Michler Chapman als aparte soort beschreven, en vernoemd naar Louis Agassiz Fuertes, die er samen met de auteur enkele van verzameld had. Op basis van mitochondriaal DNA en onderscheid van de kleuren werden de tuintroepiaal en de okerbuiktroepiaal als recent van elkaar gescheiden soorten onderscheiden. Onderzoek naar de zang, gepubliceerd in 2012, en 2016 gecombineerd met het geringe onderscheid in het mitochondriaal DNA, maakt aannemelijker dat de soortstatus niet verdedigbaar is, en daarom staat de soort als ondersoort op de IOC World Bird List.

## Verspreiding en leefgebied
Deze ondersoort is endemisch in noordoostelijk Mexico.